# Ана Видович
Ана Видович (на хърватски: Anna Vidović) е хърватска китаристка, сред най-младите виртуози на класическата китара в света.
Тя е родена в Карловац. Вдъхновява се да свири на китара след като брат и Виктор започва да свири, когато тя е 5 години. На 11-годишна възраст започва международна кариера, а на 13 г. става най-младата студентка в Музикалната академия в Загреб, където учи под ръководството на проф. Стивън Ромеро. Нейната репутация в Европа довежда до поканата да учи заедно с Мануел Баруеко в Консерваторията Пийбоди (Peabody Conservatory) в Балтимор в САЩ, където се дипломира през май 2003 година. В свое интервю казва, че свири много скали и се е научила да използва метроном.
Ана Видович е печелила множество награди и международни състезания по целия свят. Тези награди включват и първото място на Albert Augustine International Competition в Бат, Англия, на конкурса „Фернандо Сор“ в Рим и конкурса „Франциско Тарега“ в Беникасим, Испания. Други големи награди включват Евровизия конкурс за млади изпълнители, на състезанието „Мауро Джулиано“ в Италия, на конкурса „Пролетна Китара“ (Printemps de la Guitare) в Белгия, и прослушванията „Международни млади таланти“ в Ню Йорк.
Има над хиляда публични изяви, тъй като първото и изпълнение на сцената, е през 1988 година. Из между нейните международни изяви са Лондон, Париж, Виена, Залцбург, Рим, Будапеща, Китай, Варшава, Тел Авив, Осло, Копенхаген, Торонто, Балтимор, Сан Франциско, Ноксвил, Хюстън, Остин, Далас, Сейнт Луис, Джакарта, и Мавриций.
Редовно свири на класическа китара.

## Source
- This content adapted from a program provided by the Bloomington Classical Guitar Society for Vidović's March 5, 2005 performance in Bloomington, Indiana, USA